# 로렌조 오일

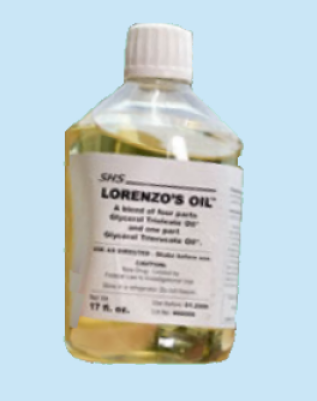

로렌조 오일(Lorenzo's oil)은 올레산과 에루크산을 4:1로 섞은 혼합물이다. 부신백질이영양증(ALD) 예방 약품으로 이용된다.
로렌조 오일은 부신백질이영양증을 일으키는 것으로 알려진 매우 긴 사슬 지방산(VLCFA)의 수준을 저하시킨다.
이 물질은 1984년 당시 5살이었던 로렌조 오도네이가 이 병을 앓는 것으로 판명되자 부모인 오도네이 부부가 시행착오 끝에 합성하여 얻게 되었다. 이 방법은 미국 특허(Patent No. 5,331,009)를 얻었고 여기에서 얻은 로열티는 마일린 사업에 투자된다. 오도네이 부부와 아들 로렌조 이야기는 1992년 닉 놀티와 수전 서랜던이 주연한 동명의 영화를 통해 널리 알려졌다.

## 가격
로렌조 오일을 사용하는데 월 440달러의 비용이 든다. 이 약물은 경험적인 치료에 의한 방법으로 FDA에 의해 승인받지 못했기 때문에 대부분의 보험사가 보험적용을 하지 않는다. 대한민국에서도 수입되고 있지만 500ml 한병에 20만원이나 된다. 한달에 5병이 들어가 월 100만원이 들어간다. 대한민국에서 정부가 로렌조 오일의 효과를 믿을 수 없다며 의약품으로 분류하지 않고 특수식이제품으로 분류하고 있어 국민건강보험의 지원을 받지 못하고 있다.

## 효능
로렌조 오일은 ALD의 증상의 시작은 감소시키고 때로는 소멸하게 하는 효능으로 유명하지만, ALD의 진행에 관하여는 임상적으로 아직 확실히 검증된 바는 없다.
실제로 발병시엔 낫게 하지 못하고 유전인자가 있다고 반드시 발병하는 것도 아니라 복용자가 오일 덕에 정상인지도 알 수 없다고 한다.